# Conrad Georg Holmerz
Conrad Georg Gottfrid Holmerz, född 1 juli 1839 i Konungsunds socken, Östergötlands län, död 31 januari 1907, var en svensk skogsämbetsman.
Holmerz blev student vid Uppsala universitet 1861, tog examen från Skogsinstitutet 1863, blev 1869 jägmästare i Kalix revir och 1872 t.f. direktör och förste lektor vid Skogsinstitutet samt var 1892-1906 direktör för institutet. 1895-1903 var han redaktör och utgivare av Tidskrift för skogshushållning. Där och i bihang till Domänstyrelsens berättelser publicerade Holmerz en del uppsatser. Dessutom utgav han åtskilliga arbeten och läroböcker, bland annat Handledning för skogsskötseln i Norrland (1877, av Skogsstyrelsen prisbelönt tävlingsskrift) och Vägledning i skogshushållning (1879, 2:a upplagan 1894).
Holmerz blev 1884 ledamot av Kungliga Lantbruksakademien.